# Samsung Galaxy A02s
Samsung Galaxy A02s — Android-смартфон, разработанный и производимый компанией Samsung Electronics в рамках серии Galaxy A. Об этом телефоне было объявлено 24 ноября 2020 года вместе с Samsung Galaxy A12. Его примечательные особенности включают 6,5-дюймовый TFT-дисплей HD+ PLS, процессор Qualcomm Snapdragon 450, тройную заднюю камеру и аккумулятор емкостью 5000 мАч с поддержкой быстрой зарядки 15 Вт, включая биометрическое распознавание лиц.

## Технические характеристики

### Аппаратное обеспечение
Samsung Galaxy A02s оснащён 6,5-дюймовым емкостным сенсорным экраном PLS TFT с разрешением 720 x 1600 (~ 270 точек на дюйм). Сам телефон имеет размеры 164 х 75,9 х 9,1 мм (6,46 х 2,99 х 0,36 дюйма) и весит 196 граммов (6,91 унции). A02s имеет пластиковую заднюю часть и раму, стеклянную переднюю панель. Он оснащен процессором Qualcomm SDM450 Snapdragon 450 (14 нм) с восьмиъядерным процессором Cortex-A53 с частотой 1,8 ГГц и графическим процессором Adreno 506. Телефон может иметь 16 ГБ, 32 ГБ или 64 ГБ встроенной памяти, а также 3 ГБ или 4 ГБ оперативной памяти. Внутреннее хранилище можно расширить с помощью карты microSD до 512 ГБ. В телефоне также есть разъем для наушников 3,5 мм. Он имеет несъемный литий-ионный аккумулятор емкостью 5000 мАч. Вариант для Европы/Индии (A025G) также имеет модуль NFC, что позволяет использовать услуги бесконтактных платежей с помощью телефона.

### Камера
Galaxy A02s имеет 3 задние камеры. Основная камера представляет собой широкоугольный объектив на 13 МП, а вторая и третья — датчики глубины на 2 МП. Основная камера может записывать видео до 1080p со скоростью 30 кадров в секунду. Фронтальная селфи-камера на 5 Мп находится в вырезе.

### Программное обеспечение
Это устройство поставляется с Android 10 (тема One UI 2.5) и может быть обновлено до Android 11 (оболочка One UI 3.1) и Android 12 (оболочка One 4.1).